# Lematización
La lematización es un proceso lingüístico que consiste en, dada una forma flexionada (es decir, en plural, en femenino, conjugada, etc), hallar el lema correspondiente. El lema es la forma que por convenio se acepta como representante de todas las formas flexionadas de una misma palabra. Es decir, el lema de una palabra es la palabra que nos encontraríamos como entrada en un diccionario tradicional: singular para sustantivos, masculino singular para adjetivos, infinitivo para verbos. Por ejemplo, decir es el lema de dije, pero también de diré o dijéramos; guapo es el lema de guapas; mesa es el lema de mesas. 
Lematizar implica estandarizar, desambiguar, segmentar y, en caso de usar programas de lematización automática, también etiquetar.
La lematización puede realizarse automáticamente mediante programas de análisis morfológico. Hay diversos grados de lematización posible: podemos hacer una lematización puramente morfológica, o bien hacer una lematización sintáctica que tenga en cuenta el contexto en el que aparece la palabra. Por ejemplo, en un análisis morfológico la palabra ama tendría dos lemas: el sustantivo ama y el verbo amar. Sin embargo, en un contexto sintáctico (es decir, en una oración), podemos desambiguarlo y optar por un único lema. Así, en El ama de llaves abrió la puerta, ama es sustantivo, mientras que en María ama a Pedro, ama es del verbo amar. Para poder hacer este tipo de lematización es necesario, por lo tanto, hacer un análisis sintáctico.
La lematización es una tarea propia de la Lingüística Computacional, y es útil en la tecnología aplicada a buscadores, traductores automáticos, extracción de información y demás herramientas vinculadas al Procesamiento del Lenguaje Natural.  